# Campeonato Europeo de Raid
El Campeonato Europeo de Raid es la máxima competición europea de la disciplina hípica de raid. Se realiza cada año impar desde 1985 bajo la organización de la Federación Ecuestre Internacional (FEI).
España ha dominado esta especialidad ecuestre con 13 títulos europeos (seis individual y siete por equipos) y un total de 28 medallas. Francia se ubica en la segunda plaza del medallero total con 11 títulos europeos  y 34 medallas en total.

## Individual
| Núm.  | Año  | Sede                             | Oro                                                     | Plata                                             | Bronce                                              |
| ----- | ---- | -------------------------------- | ------------------------------------------------------- | ------------------------------------------------- | --------------------------------------------------- |
| I     | 1985 | Rosenau · ( Austria)             | Hilde Jarc · (Samun) · Austria                          | —                                                 | —                                                   |
| II    | 1987 | Erlangen ( RFA)                  | Gaston Mercier (Mao) Francia                            | Liz Finney Reino Unido                            | Bernhard Dornsiepen RFA                             |
| III   | 1991 | Montélimar ( Francia)            | Dominique Crutzen · (Domino de Sier) · Bélgica          | Jean-Luc Chambost Francia                         | Daniel Bernard Francia                              |
| IV    | 1993 | Southwell ( Reino Unido)         | Jill Thomas (Main Ring Egyptian Khalifa) Reino Unido    | Catherina Nelson · Suecia                         | Cathy Brown Reino Unido                             |
| V     | 1995 | Morlaix ( Francia)               | Bénédicte Atger (Sunday d'Aurabelle) Francia            | Michel Denayer Francia                            | Patricia Fowler Reino Unido                         |
| VI    | 1997 | Pratoni del Vivaro · ( Italia)   | David Jacques (Nelson I) Francia                        | Stéphane Fleury Francia                           | Hugo Kerneur Francia                                |
| VII   | 1999 | Elvas ( Portugal)                | Miguel Vila Ubach · (Diango) · España                   | Stéphane Fleury Francia                           | Elizabeth Font · España                             |
| VIII  | 2001 | Castiglione del Lago · ( Italia) | Fausto Fiorucci · (Faris Jabar) · Italia                | Marc Comas · España                               | Hansjörg Bendinger · Suiza                          |
| IX    | 2003 | Punchestown ( Irlanda)           | Virginie Simon (Elza de Gion) Francia                   | Emilie Lambert (Gourbi) Francia                   | Sunny Demedy (Haoussa Larzac) Francia               |
| X     | 2005 | Compiègne ( Francia)             | Kristel van den Abeele · (Chanice du Tilleul) · Bélgica | Elodie le Labourier (Sangho Limousian) Francia    | Géraldine Brault (Galagolan Dudesert) Francia       |
| XI    | 2007 | Barroca d'Alva ( Portugal)       | Jean-Philippe Frances (Hanaba du Bois) Francia          | Jaume Puntí · (Elvis Ahb) · España                | María Álvarez Pontón · (Nobby) · España             |
| XII   | 2009 | Asís · ( Italia)                 | María Álvarez Pontón · (Nobby) · España                 | Rachel Jaumotte · (Dikruhu) · Bélgica             | Romain Laporte (Novisaad d'Aqui) Francia            |
| XIII  | 2011 | Florac ( Francia)                | María Álvarez Pontón · (Nobby) · España                 | Sabrina Arnold · (Beau Ox) · Alemania             | Pierre Fleury (Kergof) Francia                      |
| XIV   | 2013 | Most · ( República Checa)        | Jaume Puntí · (Quran El Ulm) · España                   | Jean-Philippe Francès (Qrafik La Majorie) Francia | Kamila Kart · (Raila des Sables) · Polonia          |
| XV    | 2015 | Šamorín · ( Eslovaquia)          | Jaume Puntí · (Ajayeb) · España                         | Marijke Visser · (Laiza de Jalima) · Países Bajos | Jean-Philippe Francès (Secret de Mon Coeur) Francia |
| XVI   | 2017 | Bruselas · ( Bélgica)            | Sabrina Arnold · (Tarzibus) · Alemania                  | Álex Luque Moral · (Calandria PH) · España        | Ángel Soy Coll · (Tonik de Becherel) · España       |
| XVII  | 2019 | Euston Park ( Reino Unido)       | Costanza Laliscia · (Sacha El Kandhaar) · Italia        | Paula Muntalà · (T'aime De Coeur) · España        | Jaume Puntí · (Echo Falls) · España                 |
| XVIII | 2021 | Ermelo · ( Países Bajos)         | Ángel Soy Coll · (Warrens Hill Chayze) · España         | Vincent Gaudriot (Bum Baya D'Aqui) Francia        | María Álvarez Pontón · (Elegido) · España           |
| XIX   | 2023 | Ermelo · ( Países Bajos)         | Sabrina Arnold · (Easy El Boheira) · Alemania           | María Álvarez Pontón · (Bolchoi El Akim) · España | Philippe Tomas (Biwaka De Chalendrat) Francia       |
| XX    | 2025 | Castiglione del Lago · ( Italia) | Marijke Visser · (Chaitana Des Chaises) · Países Bajos  | France Paul (D'arohz Rouge Du Val) Francia        | Gil Berenguer Carrera · (Jilguero II) · España      |

### Medallero histórico
- Actualizado a Castiglione del Lago 2025.

| Núm. | País         | Oro | Plata | Bronce | Total |
| ---- | ------------ | --- | ----- | ------ | ----- |
| 1    | España       | 6   | 5     | 6      | 17    |
| 2    | Francia      | 5   | 9     | 8      | 22    |
| 3    | Alemania     | 2   | 1     | 1      | 4     |
| 4    | Bélgica      | 2   | 1     | 0      | 3     |
| 5    | Italia       | 2   | 0     | 0      | 2     |
| 6    | Reino Unido  | 1   | 1     | 2      | 4     |
| 7    | Países Bajos | 1   | 1     | 0      | 2     |
| 8    | Austria      | 1   | 0     | 0      | 1     |
| 8    | Suecia       | 0   | 1     | 0      | 1     |
| 10   | Polonia      | 0   | 0     | 1      | 1     |
| 10   | Suiza        | 0   | 0     | 1      | 1     |
|      | TOTAL        | 20  | 19    | 19     | 58    |

## Por equipos
| Núm.  | Año  | Sede                             | Oro          | Plata        | Bronce       |
| ----- | ---- | -------------------------------- | ------------ | ------------ | ------------ |
| I     | 1985 | Rosenau · ( Austria)             | No realizado | No realizado | No realizado |
| II    | 1987 | Erlangen ( RFA)                  | No realizado | No realizado | No realizado |
| III   | 1991 | Montélimar ( Francia)            | España       | Suecia       | Francia      |
| IV    | 1993 | Southwell ( Reino Unido)         | Reino Unido  | Suecia       | Suiza        |
| V     | 1995 | Morlaix ( Francia)               | Reino Unido  | Francia      | Alemania     |
| VI    | 1997 | Pratoni del Vivaro · ( Italia)   | Francia      | Italia       | Alemania     |
| VII   | 1999 | Elvas ( Portugal)                | Portugal     | Reino Unido  | Suiza        |
| VIII  | 2001 | Castiglione del Lago · ( Italia) | Italia       | Portugal     | Alemania     |
| IX    | 2003 | Punchestown ( Irlanda)           | Francia      | Portugal     | Países Bajos |
| X     | 2005 | Compiègne ( Francia)             | Bélgica      | Francia      | Suiza        |
| XI    | 2007 | Barroca d'Alva ( Portugal)       | Francia      | España       | Suiza        |
| XII   | 2009 | Asís · ( Italia)                 | España       | Portugal     | —            |
| XII   | 2011 | Florac ( Francia)                | Francia      | España       | Bélgica      |
| XIV   | 2013 | Most · ( República Checa)        | Francia      | España       | Italia       |
| XV    | 2015 | Šamorín · ( Eslovaquia)          | España       | Francia      | Países Bajos |
| XVI   | 2017 | Bruselas · ( Bélgica)            | España       | Italia       | Suecia       |
| XVII  | 2019 | Euston Park ( Reino Unido)       | España       | Francia      | Alemania     |
| XVIII | 2021 | Ermelo · ( Países Bajos)         | España       | Francia      | Italia       |
| XIX   | 2023 | Ermelo · ( Países Bajos)         | Francia      | España       | Alemania     |
| XX    | 2025 | Castiglione del Lago · ( Italia) | España       | Italia       | Países Bajos |

### Medallero histórico
- Actualizado a Castiglione del Lago 2025.

| Núm. | País         | Oro | Plata | Bronce | Total |
| ---- | ------------ | --- | ----- | ------ | ----- |
| 1    | España       | 7   | 4     | 0      | 11    |
| 2    | Francia      | 6   | 5     | 1      | 12    |
| 3    | Reino Unido  | 2   | 1     | 0      | 3     |
| 4    | Italia       | 1   | 3     | 2      | 6     |
| 5    | Portugal     | 1   | 3     | 0      | 4     |
| 6    | Bélgica      | 1   | 0     | 1      | 2     |
| 7    | Suecia       | 0   | 2     | 1      | 3     |
| 8    | Alemania     | 0   | 0     | 5      | 5     |
| 9    | Suiza        | 0   | 0     | 4      | 4     |
| 10   | Países Bajos | 0   | 0     | 3      | 3     |
|      | TOTAL        | 18  | 18    | 17     | 53    |

## Medallero histórico total
- Actualizado a Castiglione del Lago 2025.

| Núm. | País         | Oro | Plata | Bronce | Total |
| ---- | ------------ | --- | ----- | ------ | ----- |
| 1    | España       | 13  | 9     | 6      | 28    |
| 2    | Francia      | 11  | 14    | 9      | 34    |
| 3    | Italia       | 3   | 3     | 2      | 8     |
| 4    | Reino Unido  | 3   | 2     | 2      | 7     |
| 5    | Bélgica      | 3   | 1     | 1      | 5     |
| 6    | Alemania     | 2   | 1     | 6      | 9     |
| 7    | Portugal     | 1   | 3     | 0      | 4     |
| 8    | Países Bajos | 1   | 1     | 3      | 5     |
| 9    | Austria      | 1   | 0     | 0      | 1     |
| 10   | Suecia       | 0   | 3     | 0      | 3     |
| 11   | Suiza        | 0   | 0     | 6      | 6     |
| 12   | Polonia      | 0   | 0     | 1      | 1     |
|      | TOTAL        | 38  | 37    | 36     | 111   |